# Молдавска Совјетска Социјалистичка Република
Молдавска Совјетска Социјалистичка Република (молд. Република Советикэ Сочиалистэ Молдовеняскэ; рус. Молда́вская Сове́тская Социалисти́ческая Респу́блика) је била једна од 15 република Савеза Совјетских Социјалистичких Република.
Формирана је 2. августа 1940. године од делова Бесарабије, регије анексиране од Румуније 28. јуна исте године, и Молдавске АССР, аутономне републике у склопу Украјинске ССР. Мање од годину дана касније, јула 1941, Румунија је уз помоћ своје савезнице Немачке из Другог светског рата успела да поврати анексирану територију, али ју је поново изгубила када ју је Црвена армија 1944. избацила из ње. Са рестаурацијом совјетске власти, Молдавија је била подвргнута масовној миграцији Руса и Украјинаца, нарочито у индустријске центре дуж источне обале Дњестра. Упоредо с тим, совјетске власти посветиле су се интерграцији Молдавије у Совјетски Савез, промовишући њену уникатну културу и истичући разлике у односу на румунску. Стекла је независност 27. августа 1991. године доношењем Декларације о независности.

## Историја

### Позадина
Након неуспеха Татарбунарског устанка, Совјети су 12. октобра 1924. промовисала новостворену Молдавску Аутономну Област која је постојала у саставу Украјинске СССР на делу територије између Дњестра и Буга, у Молдавску Аутономну Совјетску Социјалистичку Републику (Молдавска АССР), као начин да се првенствено потпомогне совјетски пропагандни напор у Бесарабији, али и да се изврши притисак на Букурешт у преговорима о Бесарабији, па чак и да се помогне могућа комунистичка револуција у Румунији.
Совјетски Савез и нацистичка Немачка су 24. августа 1939. године потписали десетогодишњи уговор о ненападању, назван Споразум Рибентроп—Молотов. Пакт је садржавао тајни протокол, откривен тек после пораза Немачке 1945. године, према којем су државе северне и источне Европе биле подељене на немачку и совјетску сферу утицаја. Тајни протокол је провинцију Бесарабију, у то време у саставу Румуније, сместио у совјетску „сферу утицаја“. Након тога и Совјетски Савез и Немачка напале су своје одговарајуће делове Пољске, док је Совјетски Савез окупирао и припојио Литванију, Естонију и Летонију у јуну 1940. године и започео рат против Финске.

### Оснивање
Дана 26. јуна 1940. године, четири дана након битке за Француску, Совјетски Савез је поставио ултиматум Краљевини Румунији, захтевајући да му Румунија уступи Бесарабију и Буковину. Након што су се Совјети договорили са Немачком да ће смањити своја потраживања у Буковини, која је била изван тајних протокола споразума Рибентроп-Молотов на Северну Буковину, Немачка је позвала Румунију да прихвати ултиматум, што је Румунија учинила два дана касније. Дана 28. јуна совјетске трупе ушле су у то подручје, а 9. јула формирана је Молдавска Совјетска Социјалистичка Република која је поднела захтев Врховном совјету за формално укључивање у Совјетски Савез.
Дана 2. августа 1940, Врховни совјет једногласно је одобрио да се распусти стара молдавска АССР и организује Молдавска ССР од шест пуних округа и малих делова три друге молдавске жупаније Бесарабије (око 60 процената њене територије) и шест најзападнијих рејона Молдавске АССР (око 40 посто њене територије). Деведесет посто територије МССР било је западно од Дњестра, који је био граница између СССР-а и Румуније пре 1940. године, и 10% источно. Северни и јужни делови територија које је окупирао Совјетски Савез у јуну 1940. године (садашња Черновачка област и Буџак), који су били хетерогени по националности, пребачени су у Украјинску ССР, иако је у њиховом саставу становништва било и 337.000 Молдаваца. Украјинска ССР је добила стратешки важну црноморску обалу и горњу обалу Дунава, јер се сматрала поузданијом од Молдавске ССР.
У лето 1941. године, Румунија се придружила Хитлеру у инвазији на Совјетски Савез, заузимајући Бесарабију и Северну Буковину, као и заузимајући територију источно од Дњестра коју су назвали "Транснистрија". Совјетски партизани наставили су да буду активни у обе регије. До краја Другог светског рата, Совјетски Савез је поново освојио све изгубљене територије, успостављајући у њима совјетску власт.

### Стаљинистички период

#### Репресије и депортације
Дана 22. јуна 1941. године, током првог дана немачке инвазије на Совјетски Савез, совјетске власти су у Разенију убиле 10 људи и сахраниле их у масовној гробници. У јулу 1941. године, после операције Барбароса, у Разенију је постављена спомен плоча: " "Овде почивају Божије слуге Диомид, Никулај, Данила, Никита, Александру, Јуријан, Александру, Илије, двоје странаца. Убијени од стране комунистичких бољшевика. 12. VII 1941". Спомен обележје жртвама масакра у Разенију отворено је 2009. године.
Совјетске власти циљале су на неколико друштвено-економских група због њихове економске ситуације, политичких ставова или веза са бившим режимом. Они су депортовани или пресељени у Сибир и северни Казахстан, неки су затворени или погубљени. Према извештају председничке комисије за проучавање комунистичке диктатуре у Румунији, само у 1940. и 1941. години било је ухапшено и депортовано најмање 86.604 људи.
Одмах након совјетске реокупације, 1944. године, совјетске снаге безбедности организовале су такозвану „репатријацију“ Бесараба који су подржавали Румунију пре доласка Црвене армије, многи су стрељани или депортовани, окривљени као сарадници Румуније и нацистичке Немачке.
НКВД/МГБ је такође ударио на антисовјетске групе, које су биле најактивније од 1944. до 1952. Антисовјетске организације као што су Демократска аграрна странка, Партија слободе, Демократска унија слободе, Аркаши луи Штефан, Средњошколска група Василе Лупу, Воча Басарабиеи су биле строго укорене а њихове вође прогоњене.
Кампања декулакизације била је усмерена ка богатим молдавским сељачким породицама, које су такође депортоване у Казахстан и Сибир. На пример, за само два дана, од 6. до 7. јула 1949. године, преко наредбе министра државне безбедности Јосифа Мордовеца депортовано је преко 11.342 молдавских породица према плану под кодним називом „Операција Југ".
Верски прогони током совјетске окупације били су усмерени на бројне свештенике. После совјетске окупације, верски живот је доживео прогон сличан ономе у Русији између два светска рата. Верске мањине, 700 породица, посебно Јеховини сведоци, депортовани су у Сибир у операцији „Север“, априла 1951.
Смањен је и број етничких бесарабијских Немаца са преко 81.000 у 1930-ој на испод 4.000 у 1959-ој години због добровољних миграција током рата (90.000 је пребачено 1940. у немачку окупирану Пољску) и присилног уклањања као нацистичке сараднике нациста рата.

#### Колективизација
Колективизација је спроведена између 1949. и 1950. године, иако су се ранији покушаји вршили од 1946. године. Током тог времена догодила се масовна глад: неки извори дају наводе 115.000 сељака који су умрли од глади и пратећих болести између децембра 1946. и августа 1947. Према Чарлсу Кингу постоји довољно доказа да је то изазвано совјетском реквизицијом великих количина пољопривредних производа од највеће етничке групе која је живела на селу, Молдавце. Фактори који су допринели били су недавни рат, суша 1946. и колективизација.

### Хрушчов и Брежњев
Када је режим Никите Хрушчова заменио режим Јосифа Стаљина, депортованим лицима постепено је дозвољено да се врате у Молдавску ССР. Окончана је неконтролисана моћ НКВД-МГБ, а планска економија је дала повод за развој у областима као што су образовање, технологија и наука, здравство и индустрија.
Између 1969. и 1971. године, неколико младих интелектуалаца у Кишињеву основао је тајни Национални патриотски фронт, обећавајући да ће се борити за отцепљење Молдавије од Совјетског Савеза и унију са Румунијом.
У децембру 1971. године, после информативне белешке Јона Станескуа, председника Савета за државну безбедност СР Румуније, Јурију Андропову, шефу КГБ, тројици лидера Националног патриотског фронта, Александру Усатиук-Булгар, Георге Гимпу и Валериу Граур, as well as a fourth person, као и четврта особа, Алекандру Шолтојану, вођа сличног тајног покрета у северној Буковини, ухапшени су и касније осуђени на дуге затворске казне.
Седамдесетих и осамдесетих година 20. века Молдавија је из буџета СССР-а добила значајна улагања у развој индустријских, научних и стамбених објеката. Совјетски савет министара је 1971. године усвојио одлуку „О мерама за даљи развој града Кишињева" која је обезбедила више од милијарду рубаља инвестиција из буџета СССР-а.
Накнадне одлуке усмериле су огромно богатство и довеле висококвалификоване стручњаке из целог СССР-а да развију совјетску републику. На такву расподелу средстава СССР-а делимично је утицала чињеница да је Леонид Брежњев, ефективни владар СССР-а од 1964. до 1982. године, био први секретар Комунистичке партије Молдавије од 1950. до 1952. Та издвајања су престала 1991. године са Белавешким споразумом, којим је Молдавија стекла независност.

### Перестројка
Иако су Брежњев и други први секретари КПМ били у великој мери успешни у сузбијању молдавског национализма, администрација Михаила Горбачова је омогућила оживљавање покрета у региону. Његова политика гласности и перестројке створила је услове у којима су национална осећања могла бити отворено изражена и у којима су совјетске републике могле да разматрају реформе независно од централне владе.
Настојање Молдавске ССР ка независности од СССР-а обележили су грађански сукоби јер су конзервативни активисти на истоку - посебно у Тираспољу - као и активисти комунистичке партије у Кишињеву радили на одржавању Молдавске ССР у оквиру Совјетског Савеза. Главни успех националног покрета од 1988. до 1989. било је званично усвајање молдавског језика 31. августа 1989. од стране Врховног совјета Молдавије, декларација у преамбули декларације о независности молдавско-румунског језичког јединства и повратак латиничног писма. Током 1990. године, када је постало јасно да ће се Молдавија на крају отцепити, група просовјетских активиста у Гагаузији и Придњестровљу прогласила је независност како би остала у саставу СССР-а. Република Гагаузија је на крају мирно укључена у Молдавију као Аутономна територијална јединица Гагаузија, али односи са Придњестровљем су се погоршали. Суверенитет су прогласили 23. јуна 1990. године.

### Независност
Дана 17. марта 1991. године, Молдавија, Балтичке државе, Јерменска Совјетска Социјалистичка Република и Грузијска Совјетска Социјалистичка Република бојкотовале су референдум о очувању Совјетског Савеза 1991. године са 98,72% без икаквих званичних санкција. Дана 23. маја 1991. године, молдавски парламент променио је име републике у Република Молдавија. Гагаузија је прогласила Републику Гагаузију 19. августа 1991. године.
Независност је брзо пратио грађански рат у Придњестровљу, где се централна влада у Кишињеву борила са сепаратистима, које су подржавале просовјетске снаге, а касније и различите снаге из Русије. Сукоб је новом режиму (Придњестровска Молдавска Република) препустио контролу над Придњестровљем - ситуација која траје и данас. Совјетски Савез је престао да постоји 26. децембра 1991. године и Молдавија је званично призната као независна држава.

## Односи са Румунијом
У Париском мировном уговору 1947. године, Совјетски Савез и Румунија потврдили су међусобне границе, признајући Бесарабију, Северну Буковину и регион Херца као територију одговарајућих совјетских република. Током Хладног рата, питање Бесарабије је углавном остало у стању мировања у Румунији. Педесетих година 20. века, истраживање историје и Бесарабије било је забрањено у Румунији, јер је Румунска комунистичка партија покушала да нагласи везе између Румуна и Руса, анексија се сматрала само доказом интернационализма Совјетског Савеза. Почевши од шездесетих година 20. века, Георге Георгију-Деж и Николаје Чаушеску започели су политику дистанцирања од Совјетског Савеза, али о расправи о Бесарабији расправљало се само у областима као што су историографија и лингвистика, а не на политичком нивоу.
Како су совјетско-румунски односи средином 1960-их достигли најнижи ниво, совјетски научници су објављивали историјске радове о „Борби за уједињење Бесарабије са совјетском матицом" (Артјом Лазарев) и „Развоју молдавског језика" (Николаје Корлацеану). С друге стране, румунска академија објавила је неке белешке Карла Маркса у којима се говори о „неправедној“ анексије Бесарабије 1812. године и Николаја Чаушескуа у говору из 1965. године у коме је цитирао писмо Фридриха Енгелса у коме је критиковао руску анексију, док је у још једном говору из 1966. године осудио позиве Румунске комунистичке партије пре Другог светског рата на совјетску анексију Бесарабије и Буковине.
Питање је излазило на видело кад год су односи са Совјетима слабили, али никада није постало озбиљна тема преговора на високом нивоу. Дана 22. јуна 1976. године, Штефан Андреј, члан Сталног бироа политичког извршног комитета Румуније и будући министар румунских спољних послова, нагласио је да република не гаји територијалне захтеве и признао је „Молдавску Социјалистичку Републику као саставни део СССР-а“, а ипак да „не може да прихвати идеју да Молдавци нису Румуни“.
Дана 1. августа 1976. године, Николаје Чаушеску, Елена Чаушеску, Нику Чаушеску, Штефан Андреј, амбасадор Георге Бадрус посетили су Молдавију. Дошли су из Јашија а дочекали су их први секретар Комунистичке партије Молдавије Иван Бодиул, Кирил Иљашенко и Н. Меренишчев. Потез је широко протумачен као знак побољшаних односа. Током састанка, Брежњев је инсистирао да је и сам Чаушеску имао прилику да види да су Молдавци током посете 1976. године постојали као засебан народ са посебним језиком. „Да“, одговорио је Чаушеску, „јесам, али разговарали су са мном на румунском."
У децембру 1976. Бодиул и његова супруга Клаудија стигли су у петодневну посету на позив Чаушескуа. Посета Бодиула била је „прва“ посета неког молдавског званичника у историји послератних билатералних односа. На једном од својих састанака у Букурешту, Бодиул је рекао да је „добар однос иницирала посета Чаушескуа совјетској Молдавији, што је довело до проширења контаката и размене на свим пољима. Молдавску ССР је посетила делегација Румунске комунистичке партије од 14. до 16. јуна 1979. године, на челу са Јоном Илијескуом, замеником члана Политичког извршног одбора и првим секретаром Комитета странке у Јашију.
Још у новембру 1989. године, како му је опадала руска подршка, Чаушеску је још једном покренуо бесарабијско питање и осудио совјетску инвазију током 14. конгреса Румунске комунистичке партије.
Након пада комунизма у Румунији, 5. априла 1991. године, њен председник Јон Илијеску, и совјетски председник Михаил Горбачов потписали су политички уговор којим су, између осталог, признате совјетско-румунска граница. Међутим, румунски парламент одбио је да га ратификује. Румунија и Русија су на крају потписале и ратификовале споразум 2003. године, након независности Молдавије и Украјине.

## Руководство
Комунистичка партија Молдавије била је компонента Комунистичке партије Совјетског Савеза. Комунистичка партија била је једина легална политичка организација до перестројке. Имала је врховну власт у земљи, јер су јој све државне и јавне организације биле подређене.
До Устава Молдавске ССР из 1978. године (15. априла 1978), република је имала четири града која су била директно потчињена републичкој влади: Кишињев, Балци, Бендер и Тираспољ. Новим уставом овој категорији додати су следећи градови: Орхеј, Рибница, Сорока и Унгени. Некадашња четири града и 40 округа били су прворазредне административне јединице земље.

## Функционери Молдавске ССР

### Председници
- Председник Президијума врховног совјета
  - Фјодор Бровко (2. август 1940. – 29. март 1951; у егзилу у Руска СФСРРуској СФСР од јуна 1941. до августа 1944.)
  - Иван Кодица (29. март 1951. – 5. април 1963.)
  - Кирил Иљашенко (5. април 1963. – 10. април 1980.)
  - Иван Калин (10. април 1980. – 24. децембар 1985.)
  - Александар Мокану (24. децембар 1985. – 29. јул 1989.)
  - Мирча Снегур (29. јул 1989. – 27. април 1990.)
- Председник Врховног совјета
  - Мирча Снегур (27. април 1990. – 3. септембар 1990.)

### Премијери
- Председник Већа народних комесара
  - Тихон Константинов (2. август 1940. – 17. април 1945.; у егзилу у Руској СФСР од јуна 1941. до августа 1944.)
  - Николај Ковал (17. април 1945. – 4. април 1946.)
  - Герасим Руд (5. јануар 1946. – 4. април 1946.)
- Председник Већа министара
  - Герасим Руд (4. април 1946. – 23. јануар 1958.)
  - Александар Диордица (23. јануар 1958. – 15. април 1970.)
  - Пјотр Паскар (15. април 1970. – 1. август 1976.)
  - Семјон Гросу (1. август 1976. – 30. децембар 1980.)
  - Иван Устијан (30. децембар 1980. – 24. децембар 1985.)
  - Иван Калин (24. децембар 1985. – 10. јануар 1990.)
  - Пјотр Паскар (10. јануар 1990. – 26. мај 1990.)[33]

## Економија
Иако је била најгушће насељена република СССР-а, Молдавска ССР је требало да буде рурална земља специјализована за пољопривреду. Киргистан је био једина совјетска република која је имала већи проценат руралног становништва.
Иако је заузимала само 0,2% совјетске територије, држала је 10% производње конзервиране хране, 4,2% поврћа, 12,3% воћа и 8,2% производње вина.
Истовремено, већина Молдавске индустрије била је изграђена у Придњестровљу. Иако је обухватало отприлике 15% становништва Молдавске ССР, Придњестровље је било одговорно за 40% њеног БДП-а и за 90% производње електричне енергије.
Међу главним фабрикама биле су фабрика челика у Рибници, електрана у Дубасарију и фабрике у близини Тираспоља, које су производиле фрижидере, одећу и алкохол.

## Друштво

### Образовање и језик
Почев од раних 1950-их, влада је постепено напуштала језички стандард заснован на централном бесарабијском говору, званично успостављеном током Молдавске АССР, у корист румунског стандарда. Отуда су, Михај Еминеску и Василе Александри поново били дозвољени, а стандардни писани језик постао је исти као румунски, само што је писан ћирилицом.
Приступ румунским ауторима рођеним изван средњовековне Кнежевине Молдавије био је ограничен, као што је то био случај са делима аутора као што су Еминеску, Михаил Когалничану, Богдан Петричеику Хасдеу, Константин Стере који су промовисали румунско национално осећање. Контакти са Румунијом нису прекинути и после 1956. године људима је полако било дозвољено да посећују или примају рођаке из Румуније. Румунска штампа постала је доступна, а прекогранични румунски ТВ и радио програми могли су се лако примити. Ипак, совјетско-румунска граница дуж реке Прут, која је одвајала Бесарабију од Румуније, била је затворена за ширу јавност.

### Култура
Мали национализам који је постојао у молдавској елити манифестовао се песмама и чланцима у књижевним часописима, пре него што су њихови аутори склоњени у кампањама против „антисовјетских осећања“ и „локалног национализма“ које су организовали Бодиул и Гросу.
Званични став совјетске владе био је да се молдавска култура разликује од румунске, али су имале повезанију политику од претходне из Молдавске АССР. Није било више покушаја стварања молдавског језика који би се разликовао од румунског, књижевни румунски написан ћирилицом прихваћен је као језички стандард у Молдавији. Једина разлика била је у неким техничким терминима позајмљеним из руског језика.
Молдавци су били подстакнути да усвоје руски језик, који је био потребан за било који руководећи посао (руски је требало да буде језик међунационалне комуникације у Совјетском Савезу). У раним годинама су политички и академски положаји добили припадници немолдавских етничких група (само 14% политичких вођа Молдавске ССР били су етнички Молдавци 1946), иако се то постепено мењало како је време пролазило.
Књижевни критичари су нагласили руски утицај на молдавску књижевност и игнорисали дела која су повезана са румунском књижевношћу.

### Демографија
После Другог светског рата, многи Руси и Украјинци, заједно са мањим бројем других етничких група, мигрирали су из остатка СССР-а у Молдавију како би помогли обнови тешко ратом оштећене економије. То су углавном били фабрички и грађевински радници који су се настанили у главним урбаним срединама, као и војно особље стационирано у региону. Са социјално-економске тачке гледишта, ова група је била прилично разнолика: поред индустријских и грађевинских радника, као и пензионисаних официра и војника совјетске војске, у њу су улазили и инжењери, техничари, шачица научника, али углавном неквалификованих радници.
Приступ домородаца Бесараба положајима у администрацији и економији био је ограничен, јер су сматрани непоузданим. Први локални становник који је постао министар у Молдавској ССР био је постављен на месту министра здравља шездесетих година 20. века. Антагонизам између „староседелаца“ и „придошлица“ трајао је све до распада Совјетског Савеза и био је јасно изражен током антисовјетских и антикомунистичких догађаја од 1988. до 1992. године. Имиграција је највише погађала градове Бесарабије, северне Буковине, као и Буџак где су раније били бесарабијски Немци, али и градове Придњестровља. У свима њима је удео етничких Молдаваца полако опадао током совјетске владавине.
| Етничке групе | 1941      | 1941  | 1959      | 1959  | 1970      | 1970  | 1979      | 1979  | 1989      | 1989  |
| ------------- | --------- | ----- | --------- | ----- | --------- | ----- | --------- | ----- | --------- | ----- |
| Молдавци      | 1,620,800 | 68.8% | 1,886,566 | 65.4% | 2,303,916 | 64.6% | 2,525,687 | 63.9% | 2,794,749 | 64.5% |
| Румуни        |           |       | 1,663     | 0.06% | 1,581     |       | 1,657     |       | 2,477     | 0.06% |
| Украјинци     | 261 200   | 11.1% | 420,820   | 14.6% | 506,560   | 14.2% | 560,679   | 14.2% | 600,366   | 13.8% |
| Руси          | 158,100   | 6.7%  | 292,930   | 10.2% | 414,444   | 11.6% | 505,730   | 12.8% | 562,069   | 13.0% |
| Јевреји       |           |       | 95,107    | 3.2%  | 98,072    | 2.7%  | 80,127    | 2.0%  | 65,672    | 1.5%  |
| Гагаузи       | 115,700   | 4.9%  | 95,856    | 3.3%  | 124,902   | 3.5%  | 138,000   | 3.5%  | 153,458   | 3.5%  |
| Бугари        | 177,700   | 7.5%  | 61,652    | 2.1%  | 73,776    | 2.1%  | 80,665    | 2.0%  | 88,419    | 2.0%  |
| Роми          |           |       | 7,265     | 0.2%  | 9,235     | 0.2%  | 10,666    | 0.3%  | 11,571    | 0.3%  |
| Остали        | 23,200    | 1.0%  | 22,618    | 0.8%  | 43,768    | 1.1%  | 48,202    | 1.2%  | 56,579    | 1.3%  |